# Lissotriton italicus
Lissotriton italicus (tên tiếng Anh: Italian Newt) là một loài kỳ giông thuộc họ Salamandridae. Loài này chỉ có ở Ý. Môi trường sống tự nhiên của chúng là rừng ôn đới, vùng cây bụi ôn đới, thảm cây bụi kiểu Địa Trung Hải, hồ nước ngọt, hồ nước ngọt có nước theo mùa, đầm nước ngọt, đầm nước ngọt có nước theo mùa, đất canh tác, vùng đồng cỏ, vườn nông thôn, khu vực trữ nước, ao, và kênh đào và mương rãnh. Chúng hiện đang bị đe dọa vì mất môi trường sống. Trước đây nó được định danh là Triturus italicus, nhưng sau đó được xếp lại vào chi Lissotriton sau khi chi Triturus được tách ra.

## Hình ảnh

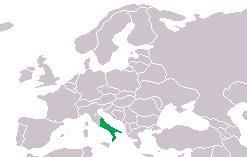